# Serhij Krykun
Serhij Wiktorowycz Krykun (ukr. Сергій Вікторович Крикун, ur. 22 września 1996 w Karpiłówce) – ukraiński piłkarz, występujący na pozycji pomocnika i napastnika w klubie ŁKS Łódź. Ma także polski paszport. 

## Życiorys
W swojej ojczyźnie jako junior występował w drużynach FK Cumań i FK Poddubce. W 2014 roku wyjechał do Polski, gdzie był juniorem TOP 54 Biała Podlaska. W 2015 roku został piłkarzem Podlasia Biała Podlaska. Rok później awansował z tym klubem do III ligi. W lipcu 2017 roku przeszedł do Garbarni Kraków. W zespole tym zadebiutował podczas wygranego 3:1 spotkania II ligi z Siarką Tarnobrzeg 12 sierpnia. Pierwszego gola w barwach Garbarni strzelił tydzień później, w zremisowanym 1:1 wyjazdowym meczu z Rozwojem Katowice. W sezonie 2017/2018 Krykun awansował z Garbarnią do I ligi. Pierwszy jego mecz na drugim polskim poziomie rozgrywkowym miał miejsce 20 lipca 2018 roku (0:2 ze Stalą Mielec). Ogółem w sezonie 2018/2019 wystąpił w 18 meczach ligowych, zdobywając dwa gole.
W sezonie 2019/2020 był piłkarzem Resovii. W II lidze w 31 spotkaniach zdobył wówczas pięć goli, a po wygraniu baraży z Bytovią Bytów i Stalą Rzeszów jego klub awansował do I ligi. Po zakończeniu sezonu na zasadzie wolnego transferu został pozyskany przez Górnika Łęczna. W czerwcu 2021 roku jego klub zwyciężył w meczach barażowych GKS Tychy i ŁKS Łódź i awansował do ekstraklasy. W najwyższej polskiej klasie rozgrywkowej Krykun zadebiutował 24 lipca 2021 roku w zremisowanym 1:1 spotkaniu z Cracovią. W sezonie 2021/2022 rozegrał 32 mecze w najwyższej polskiej klasie rozgrywkowej. Jego klub spadł wówczas do I ligi.
W sezonie 2022/2023 był najlepszym strzelcem Górnika Łęczna w I lidze (7 goli). Jego wygasająca z końcem czerwca 2023 umowa z klubem nie została przedłużona, a 7 czerwca 2023 poinformowano, że Krykun podpisał trzyletni kontrakt z piątą drużyną Ekstraklasy sezonu 2022/2023 Piastem Gliwice.
W sezonie 2024/25 został wypożyczony do Stali Mielec.
25 maja 2025 został zawodnikiem ŁKSu Łódź.

## Statystyki ligowe
Aktualne po zakończeniu sezonu 2022/2023.
| Sezon     | Klub                    | Liga        | Mecze | Gole |
| --------- | ----------------------- | ----------- | ----- | ---- |
| 2016/2017 | Podlasie Biała Podlaska | III liga    | 26    | 9    |
| 2017/2018 | Garbarnia Kraków        | II liga     | 27    | 5    |
| 2018/2019 | Garbarnia Kraków        | I liga      | 18    | 2    |
| 2019/2020 | Resovia                 | II liga     | 31    | 5    |
| 2020/2021 | Górnik Łęczna           | I liga      | 30    | 6    |
| 2021/2022 | Górnik Łęczna           | Ekstraklasa | 32    | 0    |
| 2022/2023 | Górnik Łęczna           | I liga      | 33    | 7    |
| 2023/2024 | Piast Gliwice           | Ekstraklasa | 25    | 3    |